# Alma mater

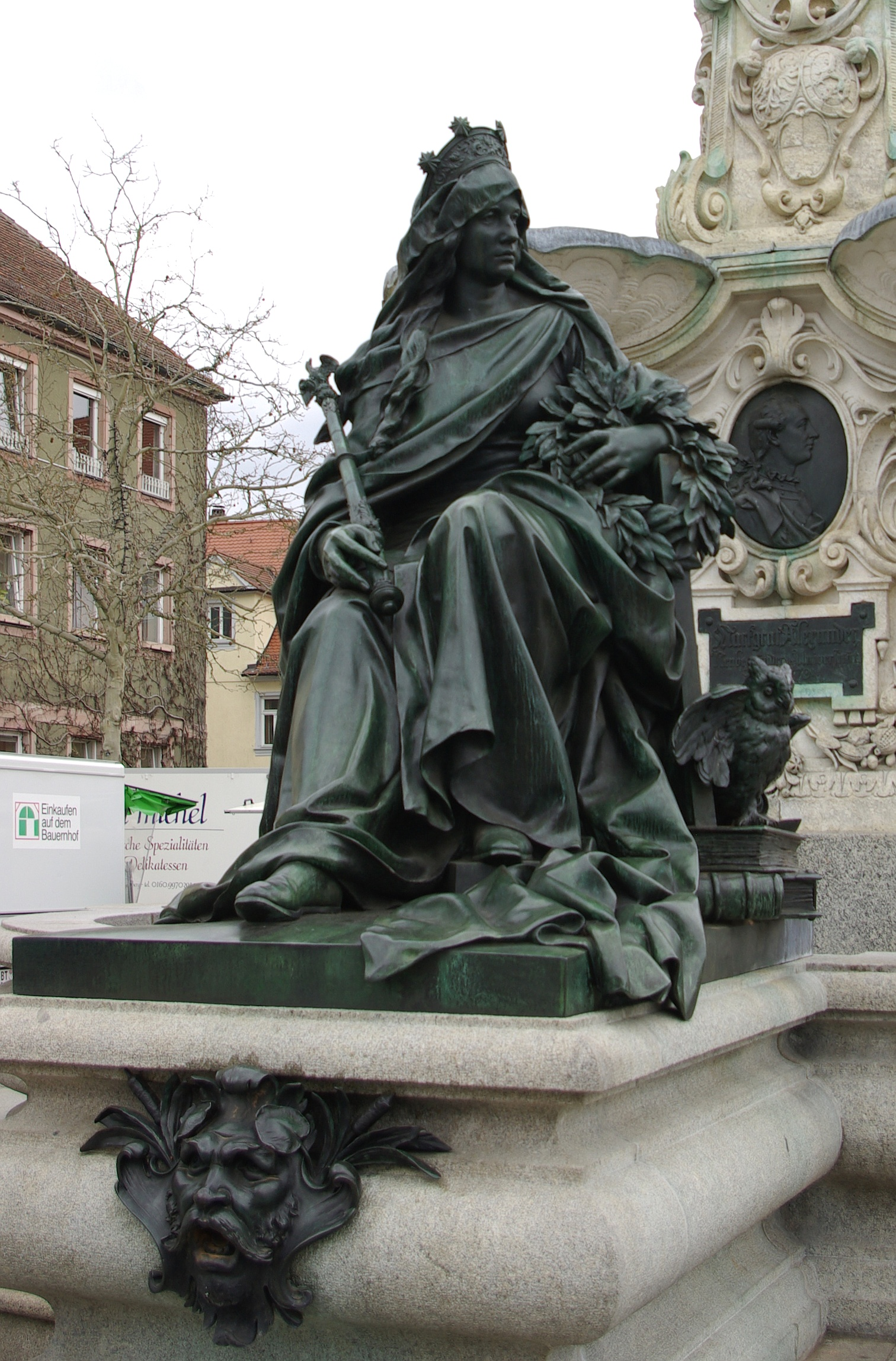
Alma Mater, beeld in Erlangen

Alma mater (Latijn: voedende of zorgende moeder) is de universiteit of soms de school waar iemand de opleiding heeft gevolgd.
In het oude Rome werd de naam Alma Mater gebruikt voor verschillende godinnen en in de middeleeuwen verwees Alma Mater naar de Maagd Maria.
De Universiteit van Bologna heeft sinds haar stichting in 1088 Alma mater als motto. Sindsdien wordt de term hoofdzakelijk gebruikt in de academische wereld voor de instelling die iemand heeft gevoed met kennis. Ook de Katholieke Universiteit Leuven draagt de titel Alma mater.
De term alma mater komt in angelsaksische landen nogal eens voor in een schoollied. In de Verenigde Staten is het zelfs de naam voor het genre schoolliederen. Een voorbeeld is het Alma Mater (universiteitslied) van de Cornell-universiteit, Above Cayuga's Waters:

Far above Cayuga's waters 

With its waves of blue

Stands our noble alma mater

Glorious to view.